# Ant bully: Benvingut al formiguer
Ant bully: Benvingut al formiguer (títol original en anglès: The Ant Bully) és una pel·lícula d'animació estatunidenca de 2006 dirigida per John A. Davis. Ha estat doblada al català.

## Argument
Al pobre Lucas Nickle (veu de Zach Tyler Eisen), un nen de 10 anys, tot li surt malament. Fa poc que s'ha mudat a una nova ciutat amb la seva família i no s'ha fet ni un amic. La seva germana Tiffany (veu de Allison Mack), només li fa la guitza i últimament els seus pares (veus de Cheri Oteri i Larry Miller) no li fan ni cas, ja que estan molt ocupats planejant el seu gran viatge d'aniversari de noces a Port Vallarta.
Així, Lucas es diverteix terroritzant una colònia de formigues, però aquestes decideixen castigar-lo transformant-lo en una de les seves.
Les formigues porten Lucas al seu niu que corre el risc d'ésser destruït perquè ha signat, en lloc dels seus pares, un contracte amb un exterminador d'insectes La seva « nova » vida penja doncs d'un fil.

## Repartiment
(Veus originals)
- Zach Tyler Eisen: Lucas Nickle
- Julia Roberts: Hova, l'infermera
- Nicolas Cage: Zoc, el bruixot formiga
- Meryl Streep: La reina
- Paul Giamatti: Stan Beals
- Regina King: Kreela, la professora
- Bruce Campbell: Fugax
- Lily Tomlin: Mommo
- Cheri Oteri: Doreen Nickle
- Larry Miller: Fred Nickle
- Allison Mack: Tiffany Nickle
- Ricardo Montalbán: El cap del consell
- Myles Jeffrey: Steve
- Jake T. Austin: Nicky

## Crítica
- "La llàstima per a la pel·lícula és que tant 'Hormigaz' com a 'Bestioles' van arribar abans i amb una factura tècnica igual o fins i tot millor. (...) resultarà agradable als més petits"[3]
- "Un entreteniment familiar a màxim nivell."[4]
- "Com a entreteniment per a nens funciona, amb un humor simple i un munt d'acció. Però no hi ha molt que atregui als acompanyants adults. (...) Puntuació: ★★ (sobre 5)."[5]